# Prehistorik 2
Prehistorik 2 es un videojuego de plataformas desarrollado y publicado por Titus Interactive en 1993. Originalmente diseñado para Amstrad CPC y MS-DOS, el juego es la secuela de Prehistorik (1991). Posteriormente, fue adaptado como Prehistorik Man en 1994 para las consolas Game Boy y Super Nintendo Entertainment System (SNES), siendo esta última versión adaptada a su vez para Game Boy Advance en 2001.

## Jugabilidad
Al igual que su predecesor, Prehistorik 2 pone al jugador en control de un hombre de Neandertal que debe avanzar a través de diversos niveles. El objetivo principal es recolectar comida, que se obtiene golpeando ciertos elementos del escenario y derrotando enemigos. A lo largo de los niveles, el jugador puede recoger una variedad de objetos, desde alimentos que restauran la vida hasta objetos especiales como disquetes o velas que otorgan puntos o habilidades temporales.

## Diferencias conPrehistorik
Prehistorik 2 introduce numerosas diferencias significativas con respecto a su predecesor, ampliando la jugabilidad y añadiendo nuevas mecánicas:
- Niveles: El juego se compone de 10 niveles principales, más 3 niveles de bonus ocultos.
- Enemigos: Algunos enemigos tienen la capacidad de desaparecer momentáneamente, volviéndose invulnerables al ataque, lo que requiere que el jugador espere o se enfrente a otros enemigos.
- Ítems de comida: En puntos específicos de los niveles, al golpear el entorno, pueden aparecer ítems de comida de gran tamaño que otorgan entre 10.000 y 60.000 puntos, dependiendo del tipo de alimento. Por ejemplo, una hamburguesa otorga 30.000 puntos.
- Sistema de salud:  A diferencia del sistema de puntos de vida de Prehistorik, Prehistorik 2 utiliza un sistema de "vidas" representadas por tres corazones. Al ser dañado por un enemigo, el jugador pierde un corazón, pero al derrotar al enemigo que causó el daño, este libera huesos que, al recogerlos, restauran un corazón. Al igual que en juegos como Mega Man, caer en trampas o agujeros resulta en muerte instantánea.
- Multiplicador de puntos por salto: Una nueva mecánica permite obtener puntos adicionales al saltar repetidamente sobre los enemigos antes de derrotarlos. La cantidad de saltos incrementa un multiplicador ("X") que aumenta la puntuación obtenida al eliminar al enemigo. Por ejemplo, saltar dos veces sobre un oso marrón duplica la puntuación base de 200 puntos a 400 puntos. Este sistema de puntuación incentiva la interacción con los enemigos de una manera diferente al juego original, donde saltar sobre ellos causaba daño al jugador.
- Interacción con el entorno: El jugador puede golpear en ciertos puntos del escenario, incluso en el aire, para revelar áreas ocultas o ítems. Estas áreas pueden permitir acceder a secciones secretas del nivel o simplemente proporcionar objetos adicionales. En Prehistorik, esta mecánica se limitaba a descubrir ítems solo en superficies sólidas.
- Ítems temporales: Los ítems descubiertos, tanto pequeños como grandes, tienen una duración limitada de aproximadamente 9 segundos antes de desaparecer, precedido por un parpadeo. Esta característica no existía en el primer juego, donde los ítems permanecían visibles indefinidamente. Esta regla también se aplica a los huesos que restauran la salud.
- Palabra "BONUS": En algunos niveles, se pueden encontrar letras ocultas que, al ser recolectadas todas, forman la palabra "BONUS". Al completar la palabra, se otorga una nevera que vale 100.000 puntos, la cual también es un ítem temporal.
- Semáforos: Se introducen semáforos con diversas funciones. Los semáforos pequeños de color verde actúan como puntos de control, donde el jugador reaparece al perder una vida. Los semáforos marrones pequeños llevan a niveles alternativos "complementarios". Los semáforos grandes, ubicados al final de cada nivel, marcan la salida, requiriendo recoger un encendedor para poder avanzar al siguiente nivel. Algunos niveles alternativos también tienen semáforos de salida, pero no requieren encendedor. Prehistorik carecía de puntos de control y niveles alternativos, y la superación de niveles dependía de recolectar una cantidad suficiente de comida, indicada en una barra en pantalla.
- Niveles alternativos y exploración: La inclusión de niveles alternativos introduce un elemento de exploración, aunque también presenta una limitación: al entrar en un nivel alternativo, el jugador no puede regresar al nivel principal ni a puntos de control previos, lo que impide explorar completamente todos los secretos de un nivel que contiene múltiples rutas alternativas. En contraste, Prehistorik permitía explorar completamente cada nivel sin restricciones de este tipo.
- Mensajes en el juego:  En ciertos puntos de algunos niveles, aparecen mensajes escritos en el escenario, algunos con carácter informativo ("WAIT") y otros con humor ("FOR WOMEN", "FORBIDDEN"). En Prehistorik, el único mensaje visual era "NOT ENOUGH FOOD", que aparecía al no recolectar suficiente alimento para completar un nivel.
- Jefes de nivel:  Los jefes finales, presentes en niveles pares e impares, deben ser derrotados para avanzar. En Prehistorik, los jefes solo aparecían en niveles pares.
- Menú principal y contraseñas: Prehistorik 2 introduce un menú principal con opciones para "Start level 1" y "Password" (contraseña para acceder a niveles específicos). Prehistorik carecía de menú, comenzando el juego al presionar una tecla desde una pantalla de inicio. Los códigos de acceso varían según el nivel de dificultad (principiante o experto) y el entorno de ejecución (por ejemplo, DOSBox o Windows XP).
- Superación de niveles sin recolección: Los niveles en Prehistorik 2 pueden completarse sin recoger ítems ni derrotar enemigos, a diferencia de Prehistorik, que requería recolectar una cantidad mínima de alimento.
- Límite de tiempo: No hay límite de tiempo en los niveles de Prehistorik 2, mientras que Prehistorik imponía un límite de tiempo de 99 unidades (aproximadamente 495 segundos, considerando que la unidad disminuía cada 5 segundos).
- Pantalla final y felicitación: Al completar Prehistorik 2, aparece un mensaje de "Congratulations" y texto adicional. En Prehistorik, al finalizar el juego, se mostraba una ilustración del protagonista reunido con su familia.
- Efectos de luz y oscuridad: Prehistorik 2 introduce efectos de "OFF" y "ON" en los niveles, alternando la iluminación para simular ciclos de día y noche.
- Mapa de niveles: Antes de iniciar un nivel (o al ingresar una contraseña), se muestra un mapa que representa la estructura y ambientación de los niveles. La posición del personaje en el mapa varía según el nivel seleccionado. Prehistorik no incluía mapa, mostrando en su lugar un mensaje de carga de nivel ("Please wait, loading level `X´").
- Pantalla de final de nivel y porcentaje: Al completar un nivel en Prehistorik 2, aparece una pantalla negra con la palabra "Complete" y un porcentaje de progreso, junto con una animación del personaje y un "cubo de basura" donde caen los ítems recolectados. La duración de esta pantalla depende del porcentaje de progreso y puede omitirse presionando la barra espaciadora. Prehistorik mostraba una pantalla más simple con información numérica como el nivel completado, la puntuación y las vidas restantes, sin elementos gráficos adicionales.
- Gráficos y sonido:  Aunque comparten cierta similitud en algunos fondos, los gráficos de Prehistorik 2 son más detallados que los de su predecesor. Prehistorik (1991) ofrecía un archivo "SETUP" para configurar gráficos (CGA, EGA, VGA, Tandy, Hércules), música (PC Speaker, Roland MT-32, AdLib, Sound Blaster) e idioma. Prehistorik 2 (1993) carece de opciones de configuración, utilizando gráficos VGA de 256 colores y música en formato Amiga module o PC Speaker.

## Recepción
Según IMDb, Prehistorik 2 tiene una puntuación media de 7.3 sobre 10, basada en 124 valoraciones de usuarios.